# Tom Simpson (Golfarchitekt)
Tom Simpson (* 1877 in Winkley Hall Estate, Lancashire; † 1964 in Basingstoke), mit vollem Namen Thomas G. Simpson, war als Golfarchitekt ein Hauptvertreter des Goldenen Zeitalters der Golfarchitektur.

## Leben und Werk
Laut Bernard Darwin inspirierte der berüchtigte Zentralbunker von Woking den Rechtsanwalt Tom Simpson dazu seine Kanzlei zu schließen und stattdessen den Beruf des Golfarchitekten zu ergreifen. Einen ganzen Tag lang studierte er bei stürmischem Wetter das vierte Loch von Woking, um die dahinter stehenden strategischen Überlegungen nachzuvollziehen. Im Jahr 1910 trat er in die Firma Herbert Fowlers ein, der zu seinem Mentor wurde, bis er sich 1928 selbständig machte und seinen Assistenten Philipp Mackenzie Ross zum Partner beförderte. Ein Jahr später erschien das mit Herbert Newton Wethered zusammen verfasste Buch „The Architectural Side of Golf“, in dem er die strategische Designphilosophie darstellte und – allerdings in anderem Zusammenhang – den Begriff des Goldenen Zeitalters einführte.
Simpson war ein kompromissloser Exzentriker, der den persönlichen Auftritt mit Barett, seidenbesticktem Mantel und Rolls-Royce nicht weniger spektakulär inszenierte als seine Golfplätze. Häufig wurden seine Entwürfe als zu kapriziös kritisiert, was er jedoch als Beweis für die Qualität seiner Arbeit interpretierte. Bei aller Kreativität war er allerdings auch für seriöse Kalkulationen bekannt, so dass er seine Budgets gelegentlich sogar unterschritt. Eine seiner Spezialitäten waren kleine und scheinbar unbedeutende Mulden und Verwerfungen um das Grün herum, die viele vermeintlich gut gespielte Bälle ablenkten und über das rundum kurz geschnittene Gras in eine schwierige Lage rollen ließen. Er hielt Länge um der Länge willen für den falschen Weg einen Golfplatz schwieriger zu gestalten, stattdessen räumte er dem Zufall und der optischen Täuschung bis hin zu halb blinden Grüns großen Raum ein. Diese Einstellung lief genau konträr zum Denken der meisten Golfer und auch heute vertreten nur wenige Golfarchitekten diesen Standpunkt so konsequent wie es Simpson tat. Bernard Darwin sprach von „diabolical antics“ (teuflischen Possen) und Simpson selbst von „mad masterpieces“ (verrückten Meisterwerken).
Seine besten Plätze baute er in Frankreich mit Chantilly (1909), Fontainebleau (1909), Morfontaine (1911, 1927), Chiberta (1927) und Hardelot Les Pins (1931). Auch in Belgien spielte Simpson eine wichtige Rolle: Royal Golf des Fagnes at Spa (1930), Royal Hainaut (1933) und Royal Sart-Tilman (1938) stammen von ihm. Besonders bekannt sind auch seine Redesigns, so etwa Royal Lytham and St Annes, Cruden Bay (mit Herbert Fowler, 1926), Royal Antwerp (1930), New Zealand (1931) oder Royal Porthcawl (1937). Ballybunion (1936) wird ebenfalls genannt, jedoch ging er dort äußerst sparsam zu Werke, da der Platz seiner Meinung nach bereits annähernd perfekt war. In den 1930er Jahren arbeitete er häufig mit Molly Gourlay zusammen, beispielsweise beim Entwurf von County Louth (1938), und wurde so zum ersten Golfarchitekten, der eine Frau zu Rate zog.
Tom Simpson legte besonderen Wert darauf den Bau seiner Plätze persönlich zu überwachen, so dass er inklusive einer Reihe von Kooperationen nur auf knapp 50 neue Layouts, sowie 30 Überarbeitungen kam.